# 相性
相性（合性、あいしょう）とは、二人ないし複数の人間が各々持つ性質や性格が合うかどうかのことである。転じて、機械部品などの物に対しても、組み合わせが良い・悪いという場合に相性という言い方をする場合がある。

## 語源
相性の、元々の意味は陰陽五行思想の一端で、全ての事物が持つ属性が、相互に良い意味で影響しあってより強まるか、逆に相互の良い部分を相殺しあって悪い状態を招くかといったものである。端的にいうなら、火と木が合わさると、火は勢いを増しより多くの熱を発生させるが、逆に火と水とでは水は炎で蒸発してしまうほか、火もその勢いを削がれる…といったようなものである。実際はより複雑であるが、こういった思想の類型では四大元素など、相互に影響しあって何らかの結果を招くという意味で、この関係性が「相性」という言葉で表された。後に時代が下ると、これは人同士の関係性においても利用され、特に陰陽思想では相反する要素と考える男女の関係性などを含む様々な側面でも利用されたことは想像に難くない。

## 一般論
ただ更に時代を下った近代では、陰陽五行思想は一般には余り気に掛けられず、専ら各々の人などが持つ要素・属性などの相互関係で、望ましい方向に発展することを「相性が良い」といい、どうも芳しくない結果に陥りがちな関係は「相性が悪い」と表現する。
この場合は、恋人関係から上司と部下など組織の役職を含む関係や同僚ないし仲間同士など、様々な人間関係でこの「相性」が気にされる。しかし個人の持つ要素が多岐に渡り、その組み合わせによっても様々な相互作用が発生しうる。ともすれば似たようなケースでもシチュエーションが違えば結果も大きく変化するなど、事前に判るような性質のものでは無い。大抵の場合において「相性が良い/悪い」という場合は、予め関係しあった結果を指す傾向にある。例えば、恋人として付き合った結果としてお互いの長所も短所も好ましい性質と感じて結婚に至ったり、どうも所定の上司の前で緊張してしまって良い結果が出せず叱られてばかりだとか、所定の部下に対してだけ態度に不満があって強く注意してしまいがちだとか、あるいはあの同僚とは一緒に話していても楽しくないが、別の同僚とは話が弾む…などである。
こういった相性では、しばしばあることだが、理知的には説明できないながらも明らかに所定人物同士の関係性が他とは決定的に異なることもある。いわゆる「一目ぼれ」（訳も判らず一見で気に入ってしまうこと）や「癪に障る」（苛立たしいと感じる・怒りのうち抑圧され継続的なもの）など、当事者には説明しがたい感情に支配された結果、相性が良い/悪いとみなされる場合もある。

### 占いと相性
往々にして「付き合ってみないことには判らない」という側面のある相性だが、これを予め知りたいという欲求も、人間がその関係性のなかでしか存在できない（社会的動物）という面もあるために無理の無いところで、しばしばこういった相性を知ろうという考えも存在する。
いわゆる性格判断などはそういった側面もあるが、更に広く通俗的な分野では、特定の誰かとの相性を知ろうという占いも盛んである。占いは必ずしも理知的ではない論理に基づいた、言い換えればあやふやなものではあるが、娯楽としての要素もあり、大衆に親しまれている。姓名判断や血液型性格分類（ないし血液型占い）、占星術は言うに及ばずラブテスターのような玩具に至るまで枚挙に暇が無く、こういった行為や関連する物品は多い。
またおまじないのようなものの中にも、こういった相性に関係するものは多々見出せる。

MBTI性格類型と相性
MBTI（Myers-Briggs Type Indicator）は、ユング心理学理論に基づいて発展した性格分類システムで、人格を16の異なるタイプに分類する。現代心理学において、MBTIは人間関係の相性分析に広く用いられている。

## 血液型と相性
血液型占いは、下記のような分類に基づいて、相性を占うものとして別に扱う。何型と何型の相性という占いのことである。
血液型性格分類は、血液型で性格分類するという20世紀に日本で提唱された俗説についてである。日本の心理学が出した結論として、血液型性格分類について言えば、血液型には統計的な関連は認められていない（ただし、自己成就現象についてこの注釈も参照）。だが1970年代から2000年代前半にかけて、多くのテレビや書籍が根拠なく分類を広めた。

## 工業製品における相性

### パソコン
パソコンは、パソコン本体に様々なパーツや周辺機器を接続して使用される機器である。それらの製造メーカーは多種多様で、規格の解釈の違いや接続の検証が不十分なまま出荷された製品など、使用する組み合わせによっては正常に動作しない場合がある。そのような場合に、相性が悪いという言葉を使用する場合がある。
すでに動作しているパソコンに取り付けられているパーツやデバイスドライバが原因の可能性も考えられ、相性の問題が発生すると、解決を目指すよりも、諦めて構成を変更したほうが良い場合が多い。
いわゆる相性の悪い組み合わせで正常に動作しない場合、一般的には次のような現象がみられる。
- 電源ON後のセルフテスト中に止まる。
- PCIが初期化される時に止まる、または再起動する。
- 起動するが、特定の操作をするとフリーズする。（止まっているように見える）
- 起動するが、特定の操作をすると、再起動する。

これらの原因として、
- 各々のパーツに供給されるべき電力の不足。
- 割り込み要求(IRQ)の競合
- メモリアドレス(IO) の競合
- 規格を逸脱して作られた機器、デバイスドライバ。

などが考えられるが、通常、相性が悪い、と言った場合は規格の逸脱や解釈の違いによるものを指す。
基本的に規格の仕様の読み違いによって、特性や基本構造に差異があるために起こる現象だが、ユーザーにして見れば「何だか判らない不都合（競合）」であり、問題の判別は勿論、異常個所の修正は困難である。
相性の問題が起きた時には「むしろ買い換えるべきだ」とすら言われている背景には、「原因が無限に考えられ得るため、特定する手間を考えれば、購入資金分を諦めて別の同等品を新しく買った方が安上がり」という考えがある。しかし中には初期不良である可能性も含まれるため、購入店で個別に動作するかを確かめてもらう方が良い。
悪質な販売店では、不良品や故障品を「相性の問題だ」で済ます場合もあり、注意を要する。